# Wahl zum Abgeordnetenhaus von Berlin 1985
- AL: 15
- SPD: 48
- FDP: 12
- CDU: 69

- Regierung: 81
- Opposition: 63

Die Wahl zum Berliner Abgeordnetenhaus 1985 fand am 10. März 1985 statt, und dabei wurde die seit 1983 bestehende Koalition aus CDU und FDP bestätigt.
Für die CDU trat erstmals Eberhard Diepgen als Spitzenkandidat an, der erst ein Jahr zuvor am 9. Februar den zum Bundespräsidenten gewählten Richard von Weizsäcker abgelöst hatte. Für die SPD trat der aus Hamburg stammende ehemalige Bundesfinanz- und -verteidigungsminister Hans Apel an. Apels fachliche Kompetenz wurde nicht angezweifelt; viele Berliner registrierten aber kritisch, dass die SPD Berlin keinen Spitzenkandidaten aus den eigenen Reihen benannt hatte.
Die CDU erhielt 46,4 % (−1,6 Prozentpunkte), die SPD 32,4 % (−5,9 Prozentpunkte), die Alternative Liste (AL) 10,6 % (+3,4 Prozentpunkte) und die FDP 8,5 % (+2,9 Prozentpunkte) der Wählerstimmen.

## Ergebnis
| Listen                                                | Listen                                                                     | Stimmen   | %    | Mandate |
| ----------------------------------------------------- | -------------------------------------------------------------------------- | --------- | ---- | ------- |
|                                                       | CDU Berlin                                                                 | 577.867   | 46,4 | 69      |
|                                                       | SPD Berlin                                                                 | 402.875   | 32,4 | 48      |
|                                                       | Alternative Liste für Demokratie und Umweltschutz                          | 132.484   | 10,6 | 15      |
|                                                       | FDP Berlin                                                                 | 105.209   | 8,5  | 12      |
|                                                       | Demokratische Alternative für Umweltschutz, Steuerzahler und Arbeitsplätze | 15.857    | 1,3  | –       |
|                                                       | Sozialistische Einheitspartei Westberlins                                  | 7.731     | 0,6  | –       |
|                                                       | Liberale Demokraten                                                        | 1.429     | 0,1  | –       |
|                                                       | Soziale Volkspartei Deutschlands                                           | 1.389     | 0,1  | –       |
|                                                       | Ökologisch-Demokratische Partei                                            | 163       | 0,0  | –       |
| Gesamt                                                | Gesamt                                                                     | 1.245.004 | 100  | 144     |
|                                                       |                                                                            |           |      |         |
| Ungültige Stimmen                                     | Ungültige Stimmen                                                          | 14.246    | 1,1  |         |
| Abgegebene Stimmen                                    | Abgegebene Stimmen                                                         | 1.259.250 | –    |         |
| Ausgefallene Stimmen                                  | Ausgefallene Stimmen                                                       | 538       | 0,0  |         |
| Wähler                                                | Wähler                                                                     | 1.259.788 | 83,6 |         |
| Wahlberechtigte                                       | Wahlberechtigte                                                            | 1.507.276 |      |         |
|                                                       |                                                                            |           |      |         |
| Quellen: Amtsblatt für Berlin, Nr. 23, 11. April 1985 |                                                                            |           |      |         |